# مدیر موسیقی
مدیر موسیقی (به انگلیسی: Music supervisor) یا سوپروایزر موسیقی فردی است که موسیقی و رسانه‌های تصویری را با هم ترکیب می‌کند. طبق تعریف صنف مدیران موسیقی، یک مدیر موسیقی یک متخصص واجد شرایط است که بر تمام جنبه‌های مرتبط با موسیقی در فیلم، تلویزیون، تبلیغات، بازی‌های ویدئویی و سایر موارد مشابه حال حاضر، یا پلت فرم‌های رسانه‌های نوظهور در صورت لزوم، نظارت می‌کند. در صنعت تئاتر موزیکال، مدیر موسیقی اغلب مسئولیت سرپرستی گروهی از کارگردان‌های موسیقی را برعهده دارد که بر روی هر بخش خاصی از تئاتر که با موسیقی همراه است، کار می‌کنند. در تولیدات بصری، مدیر موسیقی به‌طور معمول با کارگردانان، نویسندگان یا تهیه‌کنندگان همکاری کرده و به مراوده می‌پردازد تا بهترین آهنگ مناسب را برای صحنه‌ها انتخاب کند.